# Wilde Mossels
Wilde Mossels is een Nederlandse film uit 2000 van Erik de Bruyn. De film heeft als internationale titel Wild Mussels.

## Geschiedenis
Wilde Mossels werd vertoond op talloze internationale filmfestivals, waaronder die in Moskou, Washington, Dublin, Kiev, Tallinn, Mannheim-Heidelberg en Gent. De Franse filmtitel Moules Sauvages is ook terug te vinden op internet. De film werd opgenomen in het dorp Bruinisse en op meerdere locaties op het Zeeuwse Schouwen-Duiveland, Noord-Beveland en Tholen, waar het verhaal zich ook daadwerkelijk afspeelt. Hij ging in première op het Nederlands Film Festival en was ook te zien op het Film by the Sea-festival. De dvd werd later geremasterd en door A-Film uitgebracht in hun Quality Series. Wilde Mossels is een van de Nederlandse films die verstript werd in Filmfanfare. In 2015 werd de film volledig gerestaureerd en beleefde hij een herpremière op het Nederlands Film Festival.

## Verhaal
De vrienden Leen, Daan en Jacob wonen en werken in hun Zeeuwse dorp, met als hoogtepunten scheuren op de motor en hun gezamenlijke band Paelingvet (alias Nuff Said). Allen worstelen met keuzes. Leen wil weg uit het benauwde bestaan wat zijn ouders al voor hem gepland hebben, maar krijgt dan iets met Janine met wie hij maar moeilijk op gang komt. De wat jongere Jacob valt op de Iraanse schone Atash.
Om los te breken uit zijn milieu en de ban van zijn moeder, klampt Leen zich vast aan een imaginair doel, ingegeven door een merkwaardige Ier. De tragikomische film met de Hamlet-achtige held Leen laat zien of hij in staat is zijn onbevredigende leven te ontvluchten en zijn dromen te verwezenlijken.

## Bezoekers
De film haalde 32.888 bezoekers. 

## Rolverdeling
| Acteur               | Personage |
| -------------------- | --------- |
| Fedja van Huêt       | Leen      |
| Frank Lammers        | Daan      |
| Frederik Brom        | Jacob     |
| Will van Kralingen   | Noortje   |
| Josse De Pauw        | Wannes    |
| Angelique de Bruijne | Janine    |

## Prijzen
- Winnaar - Russische film critici award: Best European Film 2001
- Winnaar - Prijs van de Nederlandse filmkritiek op het Nederlands Film Festival in 2000.
- Winnaar - CJP aanstormend talent award (Erik de Bruyn)
- Winnaar - Aanmoedigingsprijs Amsterdams Fonds voor de Kunsten
- Nominatie - Gouden Kalf Beste Scenario 2000
- Nominatie - Gouden Kalf Beste Acteur 2000